# 周村烧饼
周村烧饼是中国山东淄博的一种传统小吃，为一位叫郭云龙的先生在一种马蹄形厚烧饼基础上创制而成。其形圆色黄，薄如纸片，正面布满芝麻，背面充满酥孔，因特别酥脆，久放不皮不艮而驰名。